# 뇌산
뇌산(雷酸) 또는 풀민산(영어: fulminic acid)은 분자식 HCNO의 화합물이다. 1800년 에드워드 찰스 하워드가 은염의 상태로 발견하였고, 1824년 유스투스 폰 리비히가 그 성질을 연구했다. 뇌산은 유기산이며 이소시안산의 이성질체이다. 뇌산염에서 자유 뇌산이 분리된 최초로 분리된 것은 1966년이다.
뇌산 및 그 염인 뇌산염(예컨대 뇌홍, 뇌은 등)은 매우 위험한 물질로서, 다른 폭발물을 기폭시키는 신관을 제작할 때 이용된다. 뇌산 증기 역시 맹독성이다.